# Паскаль Черроне
Паскаль Черроне (італ. Pascal Cerrone, нар. 12 червня 1981, Фрауенфельд) — швейцарський футболіст, захисник. По завершенні ігрової кар'єри — тренер.
Виступав, зокрема, за клуби «Вінтертур» та «Вадуц», з яким став чотириразовим володарем Кубка Ліхтенштейну, а також молодіжну збірну Швейцарії.

## Клубна кар'єра
У дорослому футболі дебютував 1999 року виступами за команду «Вінтертур», в якій провів три сезони, взявши участь у 50 матчах чемпіонату.
Своєю грою за цю команду привернув увагу представників тренерського штабу клубу «Тун», до складу якого приєднався 2002 року. Відіграв за команду з Туна наступні три сезони своєї ігрової кар'єри. Більшість часу, проведеного у складі «Туна», був основним гравцем захисту команди.
Протягом 2005—2007 років захищав кольори клубу «Санкт-Галлен».
2007 року уклав контракт з клубом «Вадуц», у складі якого провів наступні п'ять років своєї кар'єри гравця. Граючи у складі «Вадуца» також здебільшого виходив на поле в основному складі команди. За цей час чотири рази виборював титул володаря Кубка Ліхтенштейну.
З 2012 року три сезони захищав кольори клубу «Віль», а завершив ігрову кар'єру у клубі «Фрауенфельд», де у 2015—2017 роках був граючим тренером.

## Виступи за збірну
У 2002—2004 роках залучався до складу молодіжної збірної Швейцарії, з якою брав участь у молодіжному чемпіонаті Європи 2004 року в Німеччині, де Швейцарія посіла останнє місце в групі, набравши лише одне очко.

## Кар'єра тренера
Розпочав тренерську кар'єру, ще продовжуючи грати на полі, 2015 року, очоливши тренерський штаб клубу «Фрауенфельд», де пропрацював з 2015 по 2017 рік.
Влітку 2017 року очолив молодіжну команду «Туна», а вже в листопаді увійшов до тренерського штабу Марка Шнайдера у першій команді. Разом з Марком Шнайдером він перебрався в бельгійський «Васланд-Беверен» влітку 2021 року, але вже у березні 2022 року вони залишили клуб.

## Титули і досягнення
- Володар Кубка Ліхтенштейну (4):

«Вадуц»: 2007/08, 2008/09, 2009/10, 2010/11